# Schrems bei Frohnleiten
Schrems bei Frohnleiten è una frazione di 604 abitanti del comune austriaco di Frohnleiten, nel distretto di Graz-Umgebung (Stiria). Già comune autonomo, il 1º gennaio 2015 è stato aggregato a Frohnleiten assieme all'altro ex comune di Röthelstein.